# Archispirostreptus gigas
Archispirostreptus gigas é um milípede gigante africano, que se acredita ser a espécie mais comprida do diplópodes existente, que alcança os 38,5 cm de comprimento e 67 mm de circunferência. Tem aproximadamente 256 patas, embora o seu número de patas mude com cada muda, pelo que pode variar de um indivíduo para outro.
É uma espécie muito abrangente nas terras baixas da África Oriental, desde Moçambique ao Quénia, mas raramente chega a altitudes de 1.000 m. Vive principalmente em florestas, mas pode também encontrar-se em áreas de hábiats costeiros que tenham algumas árvores.
A. gigas é de cor preta, e a costuma se usada como mascote. Em geral, os milípedes gigantes têm uma esperança média de vida de 5 a 7 anos. Os milípedes gigantes têm principalmente duas formas de defesa para quando se sentem ameaçados: enroscar-se formando uma apertada espiral deixando exposto apenas o seu exoesqueleto, e a secreção de um líquido irritante por poros do seu corpo. Este líquido pode ser nocivo se se introduzir nos olhos ou na boca.
Normalmente podem observar-se pequenos ácaros trepando pelo seu exoesqueleto e entre as suas patas, com as quais os milípedes têm uma relação mutualista.